# Caja Rural de Guissona
Caixa Guissona, oficialmente Caixa Rural de Guissona, es una sociedad cooperativa de crédito española con sede social en la localidad ilerdense de Guisona, fundada en 1963. Tiene oficinas en Barcelona, Guisona, Lérida y Reus. La entidad forma parte del grupo empresarial BonÀrea Agrupa. Su sede social, común a todo el mismo BonÀrea Agrupa, se encuentra en la calle Traspalau, número 8, de Guisona.
El año 2018 el número de nuevas cuentas a Caja Guissona se incrementó más de un 30 % respecto al año anterior y, además, 3 de cada 5 de estos nuevos clientes llegaron a partir de una recomendación de clientes satisfechos.
A raíz de la marcha de las sedes de Caixabank y Banc Sabadell, se convirtió en la segunda entidad bancaria catalana, después de la cooperativa de crédito Caja de Ingenieros.